# Osservatore Politico
Osservatore Politico. Settimanale di fatti e notizie (noto per brevità come OP) è stato un settimanale italiano di approfondimento politico. Suo proprietario unico, fondatore e direttore è stato Mino Pecorelli.

## Storia

### La nascita e gli anni '60
Nato a Roma verso la fine degli anni '60 come agenzia quotidiana stampata in ciclostile, si distinse ben presto per la forza dirompente dei suoi articoli, riguardanti politici, militari e magistrati. Nonostante molti pezzi fossero in realtà frutto di delazioni prive di solide fonti, rasentanti la diffamazione e l'attacco personale, in alcuni casi il giornale risultava essere assai attendibile e per questo temuto. Il suo fondatore e direttore Carmine (Mino) Pecorelli riuscì a creare una fitta rete di informatori posti in posizioni chiave dello Stato italiano. Questo potere si concretizzò anche in aiuti finanziari attraverso Antonio Bisaglia (chiamato sulle pagine di OP con il nome di Tony Wilde Bisaglia, con chiare allusioni) e Francesco Cosentino, all'epoca segretario generale della Camera dei deputati.
L'agenzia si arricchì grazie a due contributori di peso: Nicola Falde (ex capo dell'ufficio del Servizio Informazioni Difesa (SID) per le ricerche economiche ed industriali, con supervisione sul commercio delle armi) e Annibale Ilari, prelato del Vicariato di Roma, tribunale della Sacra Rota. OP condusse campagne contro personaggi allora sconosciuti ai più, come Camillo Crociani e Antonio Lefebvre (Scandalo Lockheed), avvalendosi del contributo di Vito Miceli, capo del SID.

### Gli anni '70 e la direzione di Mino Pecorelli
Nel corso dei primi anni '70 Pecorelli stabilì buoni rapporti anche con Franco Evangelisti e Egidio Carenini, due big partitici in quota DC, entrando anche in contatto con la loggia P2 (alla quale risultò iscritto). All'inizio del 1978 OP si trasformò in una rivista settimanale, per una spesa annuale di 300 milioni l'anno e una tiratura di 20 000 copie (distribuite su abbonamento). Il primo numero uscì il 28 marzo. La rivista aveva una foliazione di 64 pagine e recava la sottotestata «Settimanale di fatti e notizie». Gli articoli erano non firmati per tutelare "la riservatezza delle fonti d'informazione e, con essa, quella di alcuni collaboratori autorevoli".
Le ultime pubblicazioni di peso di OP furono le lettere di Aldo Moro prigioniero delle Brigate Rosse, e una serie di inchieste documentate (e mai smentite), tra cui le presunte attività illecite di esportazione di valuta e contrabbando condotte dalla Guardia di Finanza sotto il comando del generale Raffaele Giudice, e la presenza di una loggia massonica in Vaticano. 
L'assassinio del direttore Pecorelli, avvenuto il 20 marzo 1979, causò la cessazione della rivista. L'ultimo numero uscì il 27 marzo di quell'anno.

### Gli anni '80 e la fine
La testata tornò in vita per un breve periodo nel 1982. Pubblicata con il titolo OP nuovo, ne uscirono undici numeri (31 marzo-9 giugno 1982).